# José de Jesús Pimiento Rodríguez
José de Jesús Pimiento Rodríguez (ur. 18 lutego 1919 w Zapatoca, zm. 3 września 2019 we Floridablance) – kolumbijski duchowny rzymskokatolicki, biskup pomocniczy Pasto w latach 1955–1959, biskup diecezjalny Montería w latach 1955–1959, biskup diecezjalny Garzón w latach 1964–1975, przewodniczący Konferencji Episkopatu Kolumbii w latach 1972–1978, arcybiskup metropolita Manizales
w latach 1975–1996, od 1996 arcybiskup senior archidiecezji Manizales, kardynał prezbiter od 2015.

## Życiorys
Wyświęcony na kapłana 14 grudnia 1941, był inkardynowany do diecezji Socorro y San Gil.
14 czerwca 1955 papież Pius XII mianował go biskupem pomocniczym Pasto i biskupem tytularnym Apollonis. Sakrę biskupią otrzymał 28 sierpnia 1955. 30 grudnia 1959 papież Jan XXIII ustanowił go biskupem Montería. Jako ojciec soborowy wziął udział we wszystkich sesjach soboru watykańskiego II. 29 lutego 1964 papież Paweł VI mianował go biskupem Garzón. Od 1972 przez dwie kadencje był przewodniczącym Konferencji Episkopatu Kolumbii. 22 maja 1975 został arcybiskupem Manizales. Funkcję tę sprawował do 15 października 1996. Po przejściu na emeryturę kilka lat pracował jako misjonarz w parafii Turbo, w diecezji Apartadó. W latach 2001–2003 był administratorem apostolskim diecezji Socorro y San Gil.
4 stycznia 2015 ogłoszony kardynałem przez papieża Franciszka. Insygnia nowej godności odebrał 28 lutego w Bogocie z rąk kardynała Rubena Salazara Gomeza.
26 maja 2016 został najstarszym kardynałem po śmierci kardynała Lorisa Capovilli.